# Фунгіциди
Фунгіциди — хімічні сполуки або біологічні організми, що використовуються для знищення або затримання росту грибів та їх спор. Гриби можуть завдати істотної шкоди сільському господарству, спричиняючи зниження врожайності та якості отриманих продуктів. Фунгіциди використовуються як в рослинництві, так і для боротьби з грибковими інфекціями у тварин. Хімічні речовини, що використовуються для боротьби з ооміцетами, що не є грибами, також називаються фунгіцидами через використання ооміцетами подібного до грибів механізму інфікування рослин.

## Класифікація та види
Залежно від хімічних властивостей фунгіциди бувають:
- неорганічними: мідь — мідний купорос, хлороокис міді; з'єднання сірки — вапняно-сірчаний відвар, мелена і колоїдна сірка; ртуть — хлорна ртуть;
- органічними (найбільш численна група) наприклад: похідні карбамінової кислоти — цинеб, купроцин-1, полімарцин, полікарбацин; фтальіміди — каптан, фталан; хінони — фігон; ефіри дінітроалкалфенолів — каратан; ртутьорганічні з'єднання — гранозан, меркургексан; оксатіїнові з'єднання — вітавакс; препарати на основі бензимідазолу — беноміл.
- біологічними — препарати живих організмів, продукти їх життєдіяльності, що використовуються аграріями для захисту рослини в період її вегетації від хвороб, які викликають грибні та бактеріальні збудники. Найбільш поширені штами, що використовуються як основа біологічних фунгіцидів: Trichoderma, Pseudomonas aureofaciens, Bacillus subtilis.[2]

Залежно від дії на збудник фунгіциди поділяються на профілактичні або захисні, які запобігають зараженню рослини або припиняють розвиток і поширення збудника в місці скупчення інфекції до того, як станеться зараження, пригнічуючи головним чином його репродуктивні органи — більшість фунгіцидів, і лікувальні або викорінюючі які діють на міцелій, репродуктивні органи і зимуючі стадії збудника, спричиняючи їх загибель після зараження рослини.
Характер використання фунгіцидів також різний. Ними протравлюють насіння — використовується для боротьби з хворобами, збудники яких поширюються з насінням або знаходяться в ґрунті. Існують препарати для обробки ґрунту — знищують ґрунтових збудників хвороб рослин, особливо ефективні в парниках і теплицях. Є фунгіциди для обробки рослин в період спокою — знищують зимуючі стадії збудника, використовуються рано навесні до розпускання бруньок, пізно восени і зимою. Фунгіциди для обробки під час вегетації, це в основному препарати профілактичної дії, які використовують влітку, для обприскування і фумігації сховищ, зокрема зерносховищ і овочесховищ.
За характером розподілу усередині тканин рослин фунгіциди поділяють на контактні (локальні) і системні (внутрішньорослинні). Контактні фунгіциди при обробці ними рослин залишаються на поверхні і викликають загибель збудника при зіткненні з ним. Деякі з них мають місцеву глибинну дію, наприклад здатні проникати в зовнішні оболонки насіння. Ефективність контактних препаратів залежить від тривалості дії, кількості фунгіциду, міри утримуваності на оброблюваній поверхні, фотохімічної і хімічної стійкості, погоди тощо. Контактні фунгіциди застосовують в сільському господарстві з кінця XIX століття. Системні фунгіциди проникають всередину рослини, поширюються по судинній системі і пригнічують розвиток збудника унаслідок безпосереднього дії на нього або в результаті обміну речовин в рослині. Ефективність їх в основному визначається швидкістю проникнення в тканині рослин і у меншій мірі залежить від метеорологічних умов. Системні фунгіциди почали застосовувати значно пізніше контактних — з 60-х роках XX століття.
Ділення фунгіцидів на групи умовне. Наприклад, багато профілактичних препаратів у великих дозах або підвищених концентраціях мають лікувальну дію, ті, що протравлюють насіння знищують також збудників хвороб, що мешкають в ґрунті.

## Механізм дії
Механізм дій фунгіциди на збудника різний. Наприклад, при обробці хворих рослин мідним купоросом мідь, проникаючи в міцелій або спори гриба, викликає коагуляцію протоплазми, дінітроортокрезол роз'єднує процеси дихального фосфорилування, цинеб блокує активність ферментів. Спектр дії фунгіциди також неоднаковий і залежить в основному від здатності збудника поглинати той або інший препарат. Одні з них ртутьорганічні протравлюють, похідні карбамінової кислоти пригнічують збудників багатьох хвороб рослин, інші мають обмежений спектр дії наприклад, вітавакс токсичний в основному для базідіальних грибів — збудників головешки, різоктоніоза, треті характеризуються винятковою специфічністю наприклад, гексахлорбензол, вживається проти твердої головешки пшениці, препарати міді — проти помилкової борошнистої роси.

## Способи використання
Способи використання фунгіцидів: обприскування і обпилювання рослин і ґрунту, протравлення насіння, фумігація насіння і сховищ. Форми препаратів — дусти, емульсії, суспензії, порошки, що змочуються, аерозолі. При систематичному використанні одних і тих же фунгіциди ефективність їх може знижуватися унаслідок утворення стійких рас збудника. Щоб запобігти цьому явищу, необхідно суворо дотримуватися дозування витрат препарату і чергувати вживані фунгіциди.

## Токсичність
Токсичність фунгіцидів для рослинних організмів залежить від хімічної природи, концентрації або дози препарату, віку рослин, анатомії і морфології їх тканин, особливостей метаболізму, погодних умов і ін. Обробка вегетуючих рослин динітроортокрезолом або нітрафенолом, дозволених до вживання лише в період спокою значно знижує врожайність. При завищених в порівнянні з рекомендованими дозах або концентраціях фунгіциди, наприклад, масляні розчини метафосу, фталана, можуть викликати опіки і відмирання тканин. Деякі фунгіциди забруднюють рослини і їх продукцію, передають їм свій неприємний запах і смак, наприклад, похідні гексахлорану. У малих дозах окремі фунгіциди стимулюють розвиток рослин.
Для теплокровних тварин (і людини) більшість фунгіциди є слабко токсичними — летальна доза (ЛД), при якій гине 50 %, від 500 до 11 000 міліграм на 1 кг маси. Роботи з фунгіцидами мають проводитися з дотриманням правил техніки безпеки, при обов'язковому використанні засобів індивідуального захисту — спецодяг, спецвзуття, респіратори і тощо. Більшість фунгіциди безпечні або малонебезпечні для комах, наприклад для бджіл.
Деякі фунгіциди, хлорорганічні з'єднання та інші, відрізняються підвищеною стійкістю в біологічних середовищах, повільно руйнуються, що створює небезпеку їх накопичення в природних умовах, у тому числі в рослинах, а отже, в рослинних продуктах — опускаються залишки 0,05—2 міліграм в 1 кг продукту. Унаслідок своєї універсальності окремі фунгіциди придушують також корисні мікроорганізми, комах, птахів, риб, що при систематичному вживанні може привести до порушення біологічної рівноваги в біоценозах.
Щоб уникнути несприятливого впливу фунгіцидів на довкілля, необхідно суворо дотримувати правила використання фунгіцидів, особливо дози і термінів обробок. У багатьох країнах використання фунгіцидів регламентується законом.